# Ectobius baccetti
Ectobius baccetti är en kackerlacksart som beskrevs av Failla och Andre Messina 1979. Ectobius baccetti ingår i släktet Ectobius och familjen småkackerlackor. Inga underarter finns listade i Catalogue of Life.